# Under the Shadow (película)
Under the Shadow (en persa: 'Zir-e Sayeh'‎) es una película de terror coproducida internacionalmente, escrita y dirigida por Babak Anvari en su debut como director. La cinta muestra la historia de una madre y su hija siendo perseguidas por un misterioso mal en la Teherán de 1980, durante la Guerra de las ciudades. La película es protagonizada por Narges Rashidi, Avin Manshadi, Bobby Naderi, Ray Haratian y Arash Marandi.
Producida por la compañía británica Wigwam Films, la película es una coproducción internacional entre Catar, Jordania y Reino Unido. El film se estrenó mundialmente en el Festival de Cine de Sundance 2016 y ha sido adquirida por el servicio de streaming de Estados Unidos por Netflix.

## Reparto
- Narges Rashidi como Shideh.
- Avin Manshadi como Dorsa.
- Bobby Naderi como Iraj.
- Ray Haratian como Sr. Ebrahimi
- Arash Marandi como Dr. Reza
- Bijan Daneshmand como Director.

## Recepción
Con base en 26 críticas, Under the Shadow posee un 100% de aprobación y una puntuación media de 7,8/10 en Rotten Tomatoes. La película tiene actualmente una puntuación de 86/100 en Metacritic, indicando que es «universalmente aclamada».